# Arhiv
Arhív (grško arcehion, latinsko archivum) lahko označuje:
- dokumentarno in registraturno gradivo, torej skupnost vseh dokumentov, ki so nastali v okviru lastnega poslovanja
- delovno enoto oz. dokumentacijo
- prostore dokumentacije
- zgodovinsko dokumentarno gradivo nasploh, npr. arhive zemljiških gospostev
- arhivski fond oz. skupino dokumentov enega ustvarjalca, npr. Arhiv gospostva Bled
- arhivsko ustanovo ali zavod, ki skrbi za hranjenje arhivskega gradiva, npr. Arhiv republike Slovenije
- arhivsko zgradbo

Arhivi morajo obvezno prevzemati gradivo v predpisanem roku za določeno gradivo in sicer v urejeni obliki kot dokumentarno gradivo. Arhivi redkeje zbirajo starejše in zasebno gradivo, ki ga pridobijo z zapuščinami, odkupi ali deponiranjem. V primeru javnega zbiranja arhivskega gradiva arhiv, ki želi zbirati gradivo na tak način, izda poziv za zbiranje. 

## Vrste arhivov
Glede na pravno naravo arhivskega gradiva (lastnino) poznamo:
- javni arhivi: državni, regionalni, lokalne skupnosti, javne institucije
  - na vzhodu: zbirajo tudi zasebno gradivo (društva, podjetja)
  - na zahodu: le javno gradivo
- zasebni arhivi: verske skupnosti, podjetja, plemiške rodbine

Glede na vsebino poznamo:
- splošni arhivi: teritorialna osnova, najširši spekter ustvarjalcev (državni, regionalni, lokalni)
- specialni arhivi: vsebinska osnova (gospodarski arhiv pri banki, upravni arhiv, diplomatski arhiv, politični arhivi najpomembnejših političnih organov – Komunistične partije, policije), zasebni arhivi (rodbinski, verskih skupnosti); zbiranje gradiva znotraj ustanove (RTV Slovenija, univerza, škofije, župnije, rodovne skupnosti). V Sloveniji ni več politično specializiranih arhivov, ker so bili ukinjeni po letu 1990 in vključeni v Arhiv republike Slovenije. Pred tem so obstajali: Arhiv zveze komunistov, Arhiv ministrstva za notranje zadeve in Arhiv inštituta za zgodovino delavskega gibanja.

Glede na obliko hranjenja in glede na tip vsebine poznamo tudi zbirke na inšitutih.

## Nastanek arhivov

#### Od antike do srednjega veka
Že v antični Grčiji in Rimu so skrbeli za varstvo javnih listin, ki so jih v Grčiji kopičili v archeionu, v Rimu pa v tabulariumu.
V srednjem veku je bilo do vzpona mest v 12. stoletju in povečevanja trgovine le malo gradiva. Antična tradicija arhiviranja se ni ohranila. Veliko se ga je tudi sproti uničevalo. Ohranili so se le nekateri dokazi za pravice posameznikov in institucij. Izjema je bil papeški arhiv, kjer se je ohranilo tudi najpomembnejše gradivo.

#### Konec srednjega veka
Proti koncu srednjega veka so se pojavile arhivske upravne enote pri cesarskih in kraljevih pisarnah. Pojavili so se tudi arhivi v velikih mestih Sredozemlja in v Porenju. Hranili so predvsem listine, privilegijske knjige, zapisnike mestnih svetov, notarske knjige in obračune. Veliko zasebnega gradiva pa se je ohranilo v cerkvenih arhivih.

#### 16. stoletje
Od 16. stoletja, ko se je vladarska pisarna ustalila v enem kraju, je nastopila doba aktov oz. spisov, kar je privedlo do kopičenja dokumentov v arhivih. Nastala je potreba po ločevanju rešenih in nerešenih zadev. T.i. registratoriji so vodili posebne registraturne protokole, kamor so v kronološkem zaporedju vpisovali zadeve, ki so jih odlagali. V registraturo so šle vse rešene zadeve. Starejše dokumente, ki za tekoče poslovanje niso bili več pomembni pa so vlagali v arhiv. Pojavil se je nov profil uradnika - arhivarja, ki ga je zaposlovala država. Arhivar je skrbel izključno za staro gradivo.

#### 17. stoletje
V 17. stoletju se je pojavil nov tip arhivov, t. i. tajni arhiv, ki je bil centralne narave in zaprt za javnost. Najstarejša tajna arhiva sta nastala v Prusiji (1610) in v Vatikanu (1612). V Habsburški monarhiji je bil ustanovljen leta 1749 in je zaposloval uradnike in posameznike, ki so skrbeli za prevzem gradiva ukinjenih uradov. 

#### 19. stoletje
Konec 18. in v začetku 19. stoletja so se iz tajnih arhivov razvili prvi historični arhivi, ki so se polnili tudi z, za državno upravo, nepomembnim gradivom (npr. ukinjenih samostanov). Arhiv se je dokončno ločil od registrature. In če je bil prej arhiv zakladnica državnih pravic, je postal zdaj zakladnica zgodovinskih virov. Povečalo se je zanimanje za zgodovinsko raziskovalno delo, zato je bilo zahtevano znanje arhivarjev vedno širše. V prvi polovici 19. stoletja so namreč že nastale prve šole za diplomatiko in druge pomožne zgodovinske vede.
30. leta 19. stoletja štejemo za desetletje rojstva modernega arhiva, ki je dostopen širši javnosti. Arhivi so bili integrirani v državni aparat, zaradi česar so se sprejemali predpisi. Leta 1831 je bil sprejet prvi predpis, da naj se staro gradivo ne uničuje. Arhiv je na podlagi zakonov začel prevzemati gradivo še delujočih ustanov. V slovenskih deželah so začeli prevzemati gradivo delujočih sodišč in uprave. Rodil se je pojem kulturna dediščina, ki je veljal tudi za arhivsko gradivo.

## Nastanek arhivov na Slovenskem
Arhivi so kot ustanove za sprejem, hrambo in usposabljanje arhivskega gradiva za uporabo nastali v 19. in 20. stoletju vzporedno z razvojem zgodovinopisja. Neposredne predhodnike so imeli v starejših ustanovah, katere so hranile gradivo, ki je odslužilo namenu tekočega poslovanja in ga hranile v posebnih oddelkih, ki jih najprej najdemo na dvornih in v deželnih pisarnah, nato pa tudi v muzejih. 
V prvi polovici 17. stoletja so nastali centralni državni arhivi, ki so se odprli za javnost, odgovornost zanje pa so prevzeli zgodovinarji. Sledile so jim arhivske ustanove na regionalni in lokalni ravni, ki so se ločevale od knjižnic (Pokrajinski arhiv Koper), izločale iz muzejev (Zgodovinska arhiva Ptuj in Celje) ali pa so se izločale iz mestne uprave (Zgodovinski arhiv Ljubljana).